# Old Duloch House
Old Duloch House ist ein Herrenhaus in der schottischen Stadt Dunfermline in der Council Area Fife. 1979 wurde das Bauwerk als Einzeldenkmal in die schottischen Denkmallisten in der höchsten Denkmalkategorie A aufgenommen.

## Geschichte
Vermutlich ließ John Cant Old Duloch House erbauen, nachdem er das Anwesen im Jahre 1729 erworben hatte. Um die Mitte des 19. Jahrhunderts stand das Gebäude leer. John Cunninghame, Lord Cunninghame ließ am Südrand des Anwesens im Jahre 1844  Duloch House errichten. Old Duloch House diente daraufhin zur Unterbringung der Bediensteten. Nach dem Tod des Eigentümers im späten 19. Jahrhundert wurde das verwaltete Anwesen Duloch verpachtet. Duloch House wurde 1955 abgebrochen. Das leerstehende Old Duloch House wurde 1970 durch Alastair Harper restauriert.

## Beschreibung
Old Duloch House steht am Südostrand von Dunfermline. Das zweistöckige Herrenhaus ist schlicht klassizistisch ausgestaltet. Von seinen Harl-verputzten Fassaden sind die Natursteineinfassungen farblich abgesetzt. Die südexponierte Hauptfassade ist fünf Achsen weit. Eine sich auffächernde Vortreppe mit gusseisernen Geländern führt zu dem zentralen zweiflügligen Eingangsportal, das mit Stabornamenten eingefasst ist und mit einem Kämpferfenster schließt. Entlang der Fassaden sind vornehmlich längliche, zwölfflächige Sprossenfenster eingelassen, die am Souterrain mit gusseisernen Stäben geschützt sind. Aus dem mit grauem Schiefer eingedeckten Plattformdach treten kleine Walmdachgauben heraus. Von der nahezu symmetrisch aufgebauten rückwärtigen Fassade geht mittig ein flacher Flügel ab.